# Abertillery
Abertillery (wal. Abertyleri) – miasto w Wielkiej Brytanii (Walia).
Liczba mieszkańców: 11 194  (2001)
W mieście rozwinął się przemysł metalurgiczny. Wydobycie węgla kamiennego.